# Cmentarz Katedralny w Sandomierzu
Cmentarz Katedralny w Sandomierzu – został założony w 1792 roku co czyni go jednym z najstarszych cmentarzy podmiejskich w Polsce. Pierwotnie miał być cmentarzem parafii kolegiackiej (od 1818 roku katedralnej) w Sandomierzu. W 1934 roku przeszedł pod zarząd parafii św. Józefa w Sandomierzu.
Na terenie cmentarza znajduje się ponad 300 zabytkowych nagrobków, w tym ponad 200 sprzed I wojny światowej. Najstarsze nagrobki pochodzą z 1804 i 1806 roku. Cmentarz, ze względu na swoje walory historyczno-kulturowe, został 17 października 1989 roku wpisany do rejestru zabytków.